# Universität Gabès
Die Universität Gabès (arabisch جامعة فابس, DMG Ǧāmiʿat Qābis; französisch Université de Gabès) ist eine staatliche Universität in Gabès im Süden Tunesiens.
Die 2004 gegründete Hochschule bietet Studiengänge in den Grundlagen- und Ingenieurwissenschaften, Wirtschafts- und Managementwissenschaften bis hin zu den Geisteswissenschaften, Informationstechnologien, Informatik und Multimedia an. Sie beherbergt auch die Nationale Ingenieurschule von Gabès.